# Томек у истоков Амазонки
«Томек у истоков Амазонки» — седьмая книга польского писателя Альфреда Шклярского о приключениях Томека Вильмовского.

## Сюжет
Первые главы описывают погоню Яна Смуги за убийцами Джона Никсона, управляющего плантацией каучукового дерева .
В поисках Смуги Томек и Новицкий отправляются в Бразилию, по приглашению Збышека и его жены Наташи. Вместе они отправились вверх по Амазонке с подозрительным гидом Смуги. После многих проблем поисковая группа во главе с Томеком находит друга, который был заключен в тюрьму мятежными индейцами кампа в затерянном городе инков. К сожалению, спасательная команда захвачена самими кампами, и только действие Смуги позволяет им сбежать. Сам Смуга должен остаться в качестве вождя-фетиша индейцев, готовясь к восстанию. Капитан Новицкий добровольно помогает ему. Во время путешествия им встречается множество опасностей, в том числе ягуар, которого Томек победил с помощью гипноза.

## Продолжение
Специально для фанатов книг Шклярского было выпущено продолжение — «Томек в Гран-Чако»